# Cazzago San Martino
Cazzago San Martino (Casàch San Martì in dialetto bresciano) è un comune italiano di 10 776 abitanti della provincia di Brescia, in Franciacorta, Lombardia.
Il comune ebbe la denominazione di Cazzago fino al 1863, quando il Regio Decreto 8 febbraio 1863, n. 1192, stabilì quella attualmente in vigore. Nel 1927, con Regio Decreto 18 ottobre 1927, n. 2018 alla municipalità furono annessi i comuni soppressi di Bornato e Calino.

## Geografia fisica

### Territorio
Dal punto di vista orografico, il territorio di Cazzago San Martino è caratterizzato sia dai territori pianeggianti dell'Alta pianura padana, presenti nella frazione Pedrocca, sia da quelli collinari franciacortini delle borgate di Calino e di Bornato. L'altitudine del comune varia quindi da un minimo di 133 m s.l.m. ad un massimo di 297 m s.l.m.
- Classificazione sismica: zona 3 (sismicità bassa)[6].

### Clima
Il clima a Cazzago San Martino è caldo e temperato, con piovosità significativa durante tutto l'anno.
La temperatura media annuale è di 12,3 °C, essendo luglio il mese con temperature più alte (26,9 °C) e gennaio il mese con temperature più basse (-1,7 °C).
La piovosità media annuale è di 1077 mm. In particolare le piogge sono più scarse nel mese di gennaio (54 mm) e più abbondanti nel mese di novembre (122 mm).
| [ 7 ]               | Mesi | Mesi | Mesi | Mesi | Mesi | Mesi | Mesi | Mesi | Mesi | Mesi | Mesi | Mesi | Stagioni | Stagioni | Stagioni | Stagioni | Anno  |
| [ 7 ]               | Gen  | Feb  | Mar  | Apr  | Mag  | Giu  | Lug  | Ago  | Set  | Ott  | Nov  | Dic  | Inv      | Pri      | Est      | Aut      | Anno  |
| ------------------- | ---- | ---- | ---- | ---- | ---- | ---- | ---- | ---- | ---- | ---- | ---- | ---- | -------- | -------- | -------- | -------- | ----- |
| T. max. media (°C)  | 6,4  | 8,1  | 12,6 | 16,4 | 20,5 | 25,0 | 26,9 | 26,5 | 21,7 | 16,7 | 11,2 | 7,1  | 7,2      | 16,5     | 26,1     | 16,5     | 16,6  |
| T. min. media (°C)  | −1,7 | −1,3 | 1,7  | 5,5  | 10,0 | 14,6 | 17,1 | 17,3 | 13,7 | 9,6  | 4,6  | −0,2 | −1,1     | 5,7      | 16,3     | 9,3      | 7,6   |
| Precipitazioni (mm) | 54   | 58   | 68   | 93   | 104  | 100  | 86   | 95   | 115  | 116  | 122  | 66   | 178      | 265      | 281      | 353      | 1 077 |

- Classificazione climatica: zona E, 2495 GG[8].

## Origini del nome
Stando al Mazza, il nome di Cazzago deriverebbe da un supposto Cattiacus, aggettivo del nome personale romano Cattius. A dimostrazione dell'uso di questo nome durante l'epoca romana nella provincia di Brescia sono state rinvenute tre lapidi dedicate ad altrettante personalità. Secondo il Guerrini, il termine deriverebbe da Cassiciacus.
Stando a documenti dell'XI secolo, il comune è chiamato Casiago, mentre in quelli del XIII secolo è tramutato in Casago e nel XV Cazagum.

## Storia

### Epoca romana
Il ritrovamento di lapidi all'interno del territorio comunale attesta la presenza di importanti insediamenti durante l'epoca imperiale.

### Epoca medioevale

#### Alto medioevo
Il monastero di San Salvatore di Brescia ebbe dei possedimenti presso Cazzago, i quali passarono successivamente ai cluniacensi.

#### Basso medioevo
Da documenti dell'archivio vescovile di Brescia si attesta l'esistenza del Castello (Castrum) nel 1050. A quell'epoca il borgo di Cazzago fu feudo del vescovo bresciano che nominò come suo valvassore un rappresentante della famiglia dei Cazzago, i quali presero appunto il nome dal paese. I Cazzago possedevano la casa più grande posta del castrum; grazie a precedenti acquisizioni, nel XIII secolo essi divennero proprietari di tutti gli edifici posti all'interno della struttura fortilizia.
Stando al Cocchetti (1859), il castello fu ricostruito nel 1312 dopo essere stato distrutto da una contesa tra guelfi e ghibellini. Otto anni dopo fu espugnato dalle famiglie degli Oldofredi e dei Camuni.
Fra il Trecento e il Quattrocento, in mezzo alle lotte fra i Visconti e la Repubblica di Venezia per il dominio sui territori della repubblica comunale di Brescia, il castello si mantenne rifugio per la popolazione e si edificò la chiesa che due secoli dopo diventerà la parrocchiale della Natività di Maria Vergine. L'estimo visconteo del 1385 attesta che il comune faceva parte della Quadra di Rovato.

### Dominio veneto
Durante il dominio della Serenissima, il comune rimase all'interno della Quadra di Rovato.
Il 23 gennaio 1438 Nicolò Piccinino, mentre poneva l'assedio a Bornato, tentò di conquistare anche il castello di Cazzago, senza esito.
Il Da Lezze, nel suo Catastico Bresciano (1610), testimonia la scomparsa del borgo fortificato, sostituito da un palazzo di proprietà dei Cazzago, l'attuale Villa Bettoni-Cazzago. A metà del Settecento si rifece la chiesa parrocchiale, mentre alla fine dello stesso secolo fu edificata Villa Guarneri.

### Dominio napoleonico
A seguito degli eventi della Repubblica Bresciana (1797) il luogo di Cazzago rientrò nel cantone dell'Alto Oglio e quindi, con la riorganizzazione della Repubblica cisalpina del 21 vendemmiale anno VII, fece parte del distretto del Sebino del Dipartimento del Mella.
Nel riassetto definitivo della seconda repubblica cisalpina (1801) fu poi inserito nel distretto II di Chiari e, nel 1805, nel cantone III di Adro a sua volta appartenente al distretto già citato. In virtù del suo numero di abitanti, 1121, la municipalità di Cazzago si mantenne autonoma e fu classificata tra i comuni della terza classe. Nel 1810, ricevette i territori dei comuni di Bornato e di "Calino con Torbiato".

### Dominio austriaco
Con l'ingresso dei territori lombardi nel Regno Lombardo-Veneto dipendente dall'Impero austriaco, il paese fu privato delle annessioni ricevute durante il dominio napoleonico e fu inserito nel distretto IX di Adro della provincia di Brescia (1816). A seguito della notificazione del 23 giugno 1853 fu spostato nel distretto XIII di Iseo.

### Dopo l'Unità d'Italia
Entrato a far parte del Regno di Sardegna, dopo la pace di Zurigo, il comune fu riorganizzato all'interno del Mandamento II di Adro facente parte del Circondario II di Chiari della Provincia di Brescia. Nel 1863, ormai parte del Regno d'Italia, ottenne la denominazione di Cazzago San Martino.
Nel 1911 il paese fu interessato dalla costruzione della ferrovia Iseo – Rovato ad opera della Società Nazionale Ferrovie e Tramvie (SNFT).
Nel 1927, durante la riorganizzazione degli enti locali operata dal regime fascista, il comune di Cazzago San Martino ricevette i territori dei soppressi comuni di Bornato e Calino.

### Simboli
Lo stemma e il gonfalone sono stati concessi con decreto del presidente della Repubblica del 24 luglio 2007.
Il gonfalone è un drappo partito di azzurro e di bianco.
Vi si trovano riuniti i blasoni di tre importanti famiglie: i Bornati (d'argento, a tre bande d'azzurro), i Calini (d'azzurro, alla scala a pioli al naturale, posta in sbarra, con la bandiera svolazzante d'argento, frangiata d'oro e astata al naturale, posta in palo e attraversante) e i Cazzago (d'azzurro, ad una grande stella d'oro, di sei raggi, caricata nel centro della metà inferiore di una figura, metà giglio metà leone rivoltato, di rosso).

### Ricorrenze
La festa patronale comunale ricorre la seconda domenica di Pasqua ed è dedicata a san Francesco da Paola, patrono della chiesa parrocchiale della borgata di Cazzago.
Per quanto riguarda le altre tre principali frazioni: Bornato festeggia il proprio patrono, san Bartolomeo Apostolo, il 24 agosto, mentre Calino, san Michele Arcangelo, il 29 settembre e Pedrocca, san Francesco d'Assisi, il 4 ottobre.

## Monumenti e luoghi d'interesse

### Architetture religiose

#### Chiesa parrocchiale della Natività di Maria Vergine

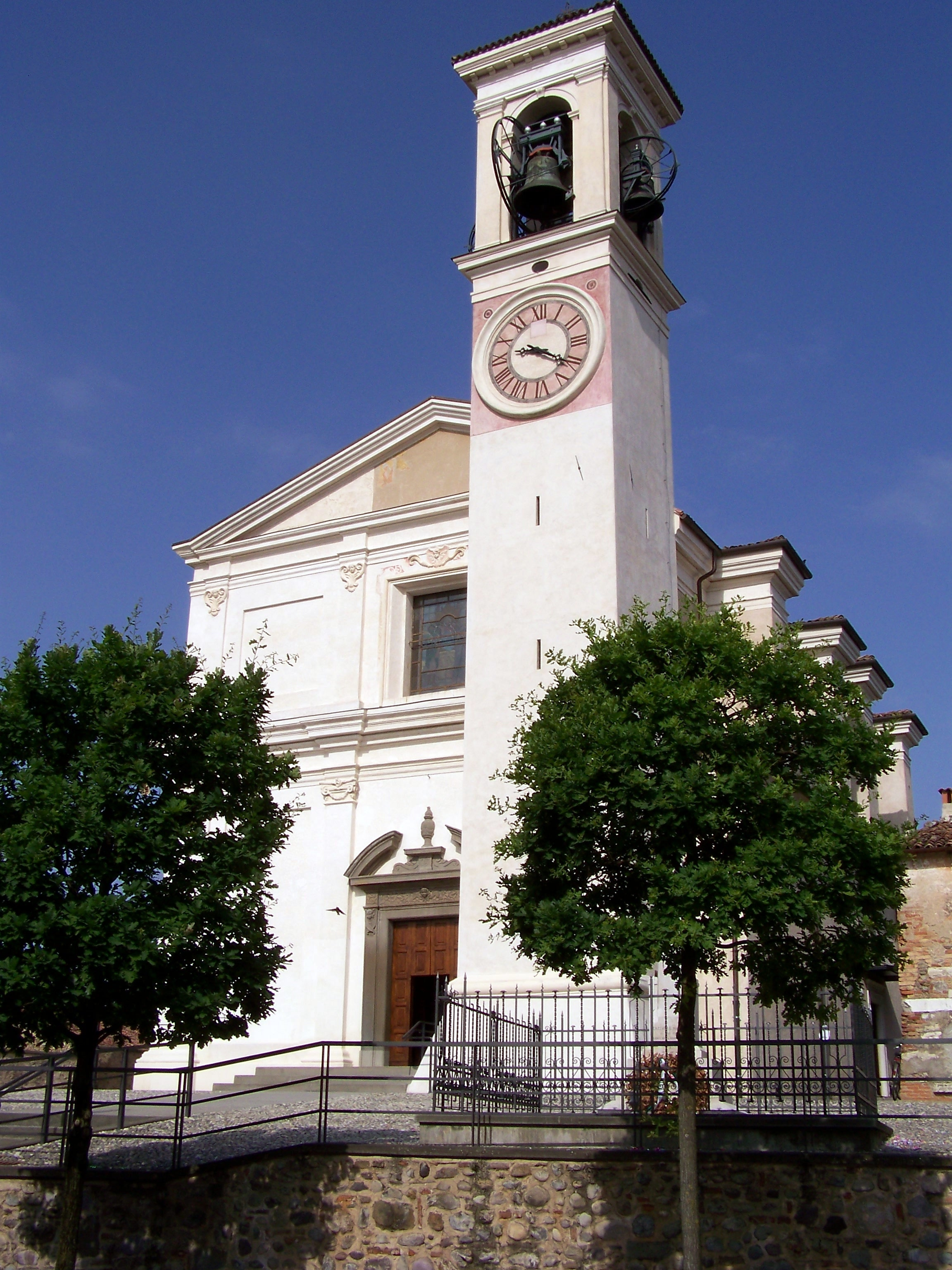
Chiesa parrocchiale della Natività di Maria Vergine

È la chiesa parrocchiale della borgata di Cazzago, dedicata alla Natività di Maria Vergine.
Fu costituita in parrocchia con decreto da san Carlo Borromeo il 10 dicembre 1580 che fu poi sancito da un breve emesso da papa Gregorio XIII il 31 marzo dell'anno seguente. L'edificio, le cui origini risalgono al XIV secolo o al XV secolo, fu poi consacrato dal vescovo di Brescia Marco Dolfin alla fine di quell'anno. Dopo la peste del 1630 fu elevato l'attuale altare di San Rocco, mentre risale al 1732 quello dedicato a san Francesco di Paola.
La chiesa parrocchiale fu completamente rifatta alla fine del XVII secolo. Nel 1744 fu dotata di un organo costruito da Cesare Bolognini e nel 1747 fu consacrata dal cardinale Lodovico Calini.
Nel primo decennio del XXI secolo è stata sottoposta nuovamente a lavori di restauro i quali sono stati benedetti dal vescovo Luciano Monari il 15 giugno 2008.
Tra le opere d'arte presenti si annoverano la pala dell'altare maggiore, attribuita a Jacopo Palma il Giovane, gli affreschi ad opera del Trainini e del Calda e una statua della Madonna del XV secolo, alla quale la tradizione popolare del tempo attribuì poteri miracolosi.

#### Altri edifici di culto
- Chiesa parrocchiale di San Bartolomeo Apostolo a Bornato;
- Chiesa parrocchiale di San Michele Arcangelo a Calino;
- Chiesa parrocchiale di San Francesco d'Assisi a Pedrocca;
- Chiesa di Santo Stefano a Calino;
- Chiesa di Santa Giulia a Cazzago;
- resti della Pieve di San Bartolomeo a Bornato;
- resti dell'oratorio dedicato a san Martino di Tours, sorto presso l'antica strada romana dai monaci benedettini che si occuparono di bonificare i terreni a partire dall'XI secolo[12];
- Santuario della Madonna della Zucchella a Bornato;
- Chiesa di sant'Antonio di Padova e San Carlo Borromeo, presso la località Franzina.

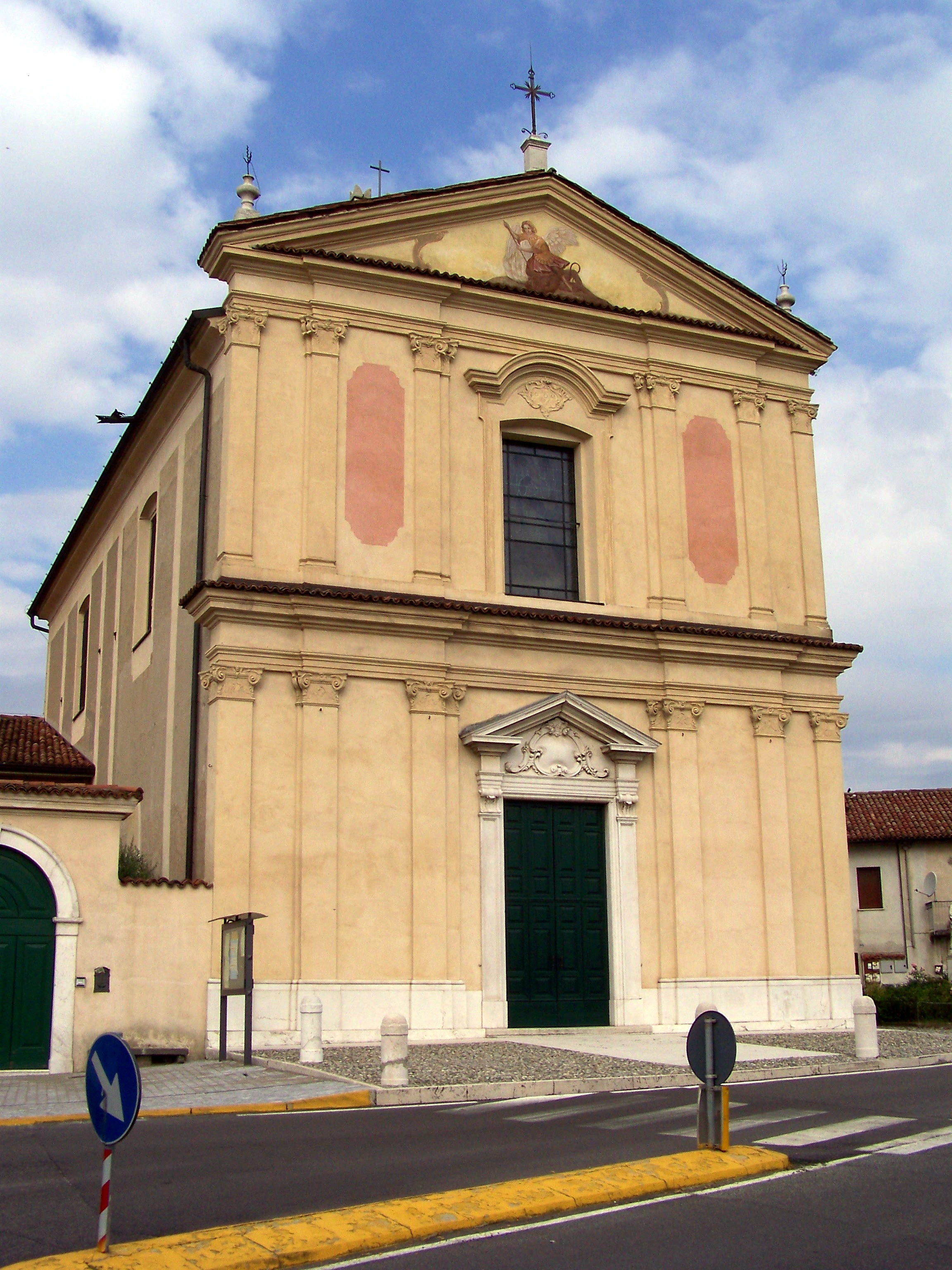
Chiesa parrocchiale di San Michele Arcangelo a Calino
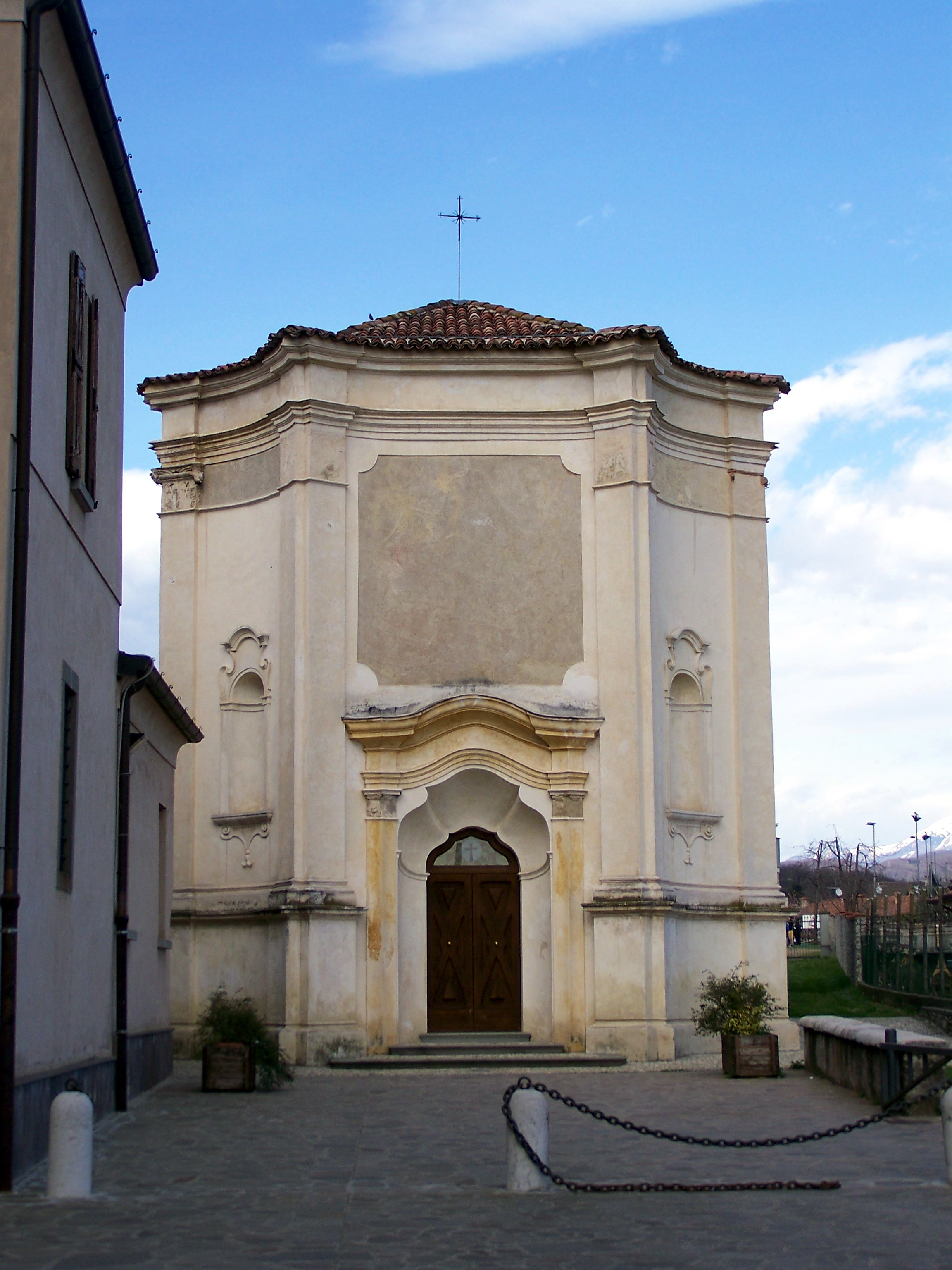
Cappella Antico Cimitero a Bornato
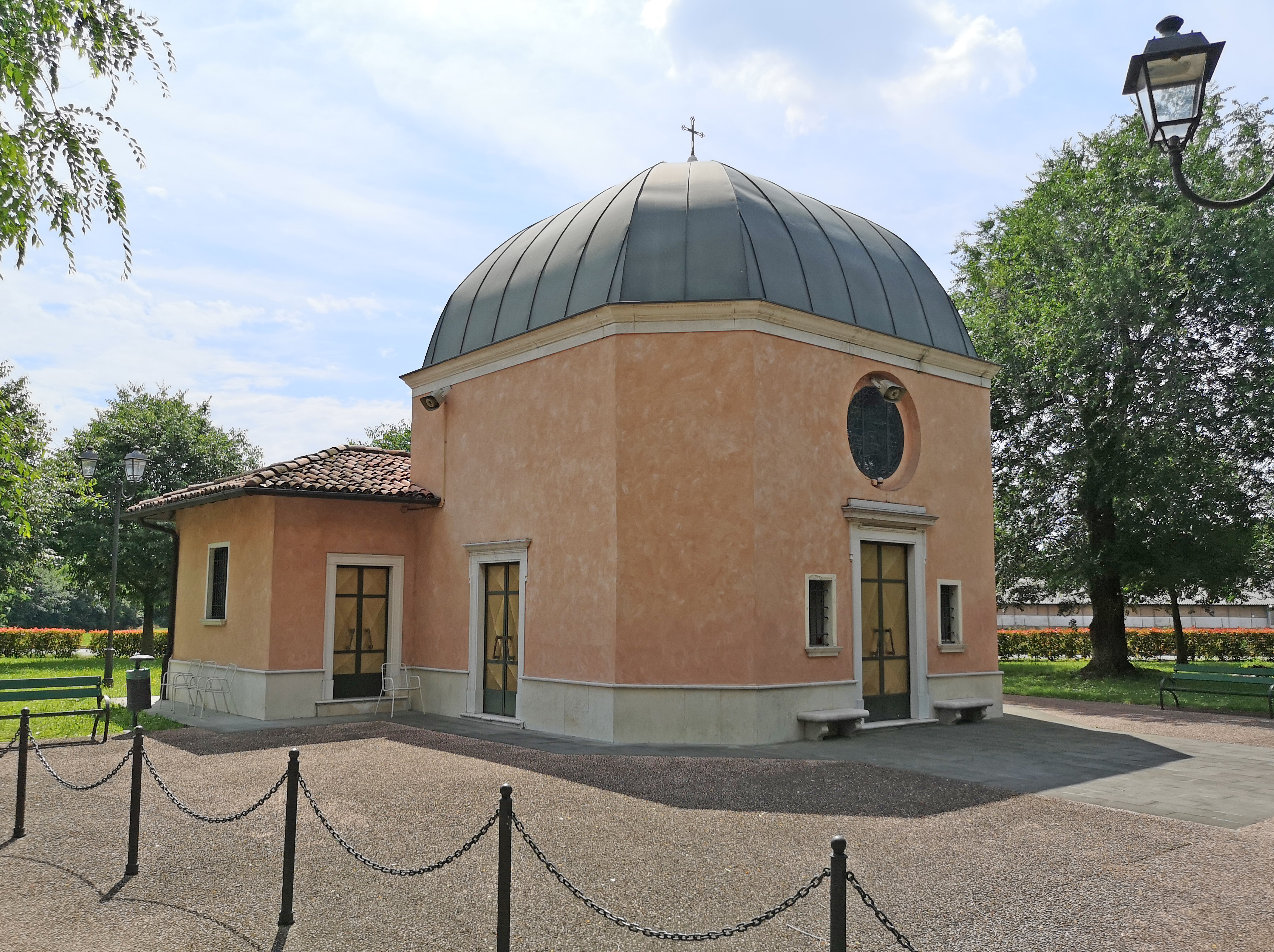
Santuario della Madonna della Zucchella a Bornato

### Architetture civili

#### Villa Bettoni-Cazzago

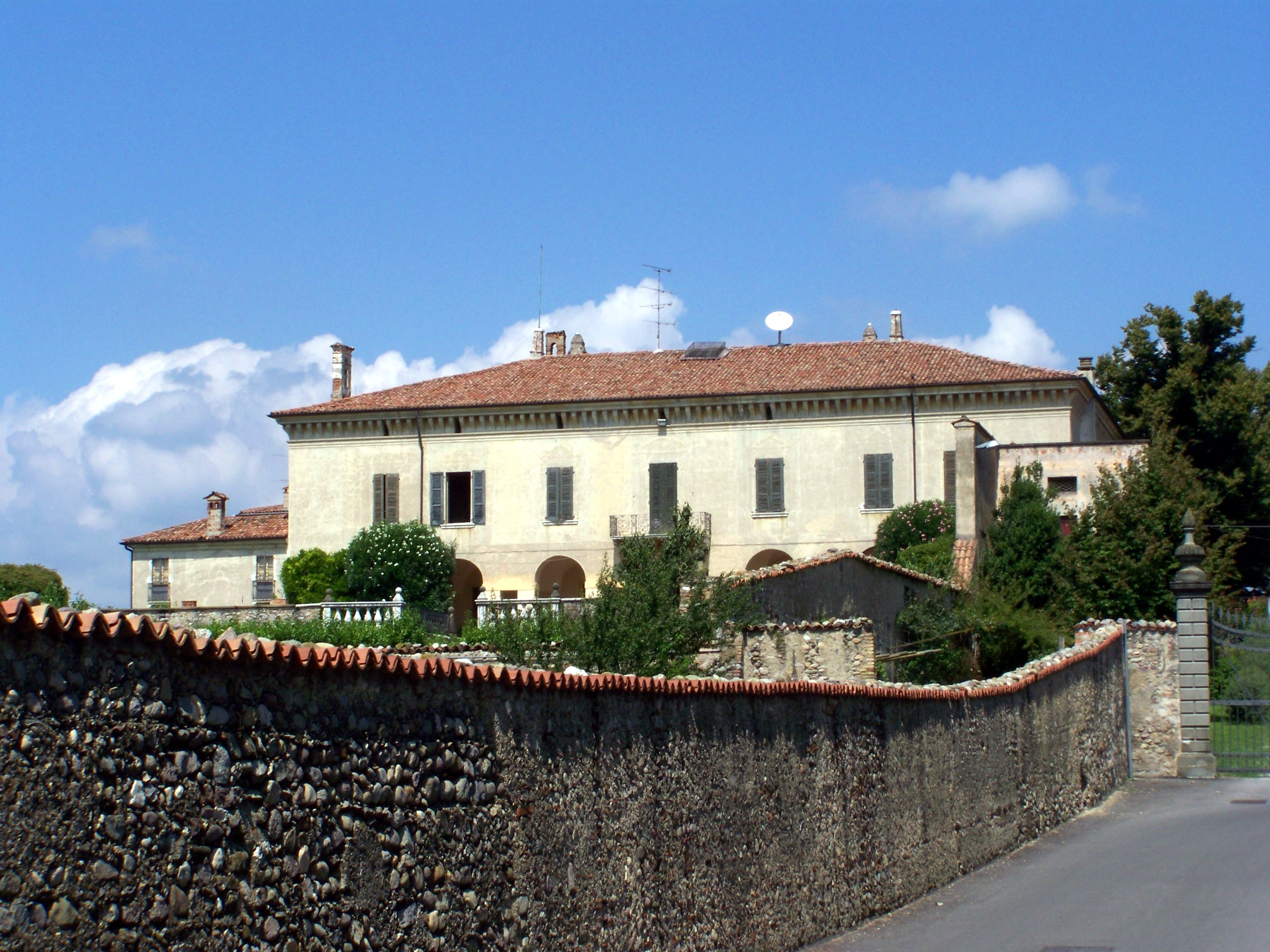
Villa Bettoni-Cazzago

Fu costruita nel XVII secolo dai nobili Cazzago, quando decisero di abbandonare il castello per un edificio più adatto ai tempi e al loro rango.
Si tratta di un edificio con un corpo principale a pianta quadrata ai quali sono affiancati due corpi laterali. Il percorso per accedere alla villa dal portico-giardino è a doppia scala, di stile seicentesco. L'interno è caratterizzato da una galleria a soffitto ligneo e da sale affrescate in diverse epoche.

#### Palazzo Oldofredi
Prende il nome dalla nobile famiglia d'origine iseana che ne prese possesso fra il Seicento e il Settecento.
Il palazzo, costruito nel Seicento dai Bornati, è caratterizzato a meridione da un portico e da stipi alle finestre di stile rinascimentale. Il brolo, posto sul lato nord-est, è di aspetto severo; ad esso si affianca una torre a pianta quadrata.

#### Villa Guarneri
Villa Guarneri fu edificata sul finire del Settecento dai nobili Federici ed è caratterizzata da un corpo centrale affiancato da due torri laterali.

#### Edifici storici di altre frazioni
- Palazzo (piccolo) Calini-Maggi a Calino;
- Palazzo (grande) Calini a Calino.

### Architetture militari

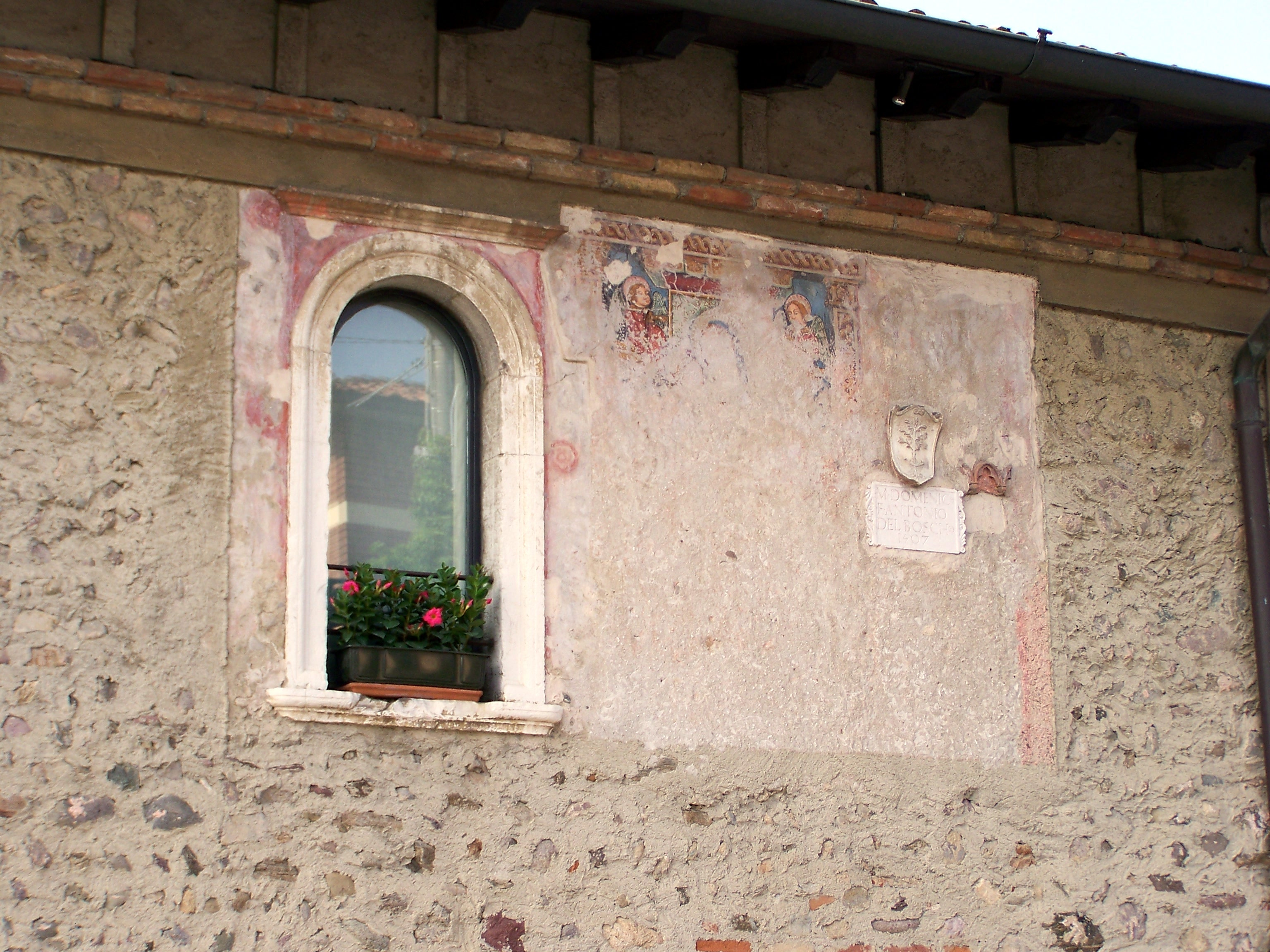
Resti del Castello di Cazzago

Del castello di Cazzago San Martino rimangono dei resti lungo l'attuale via IV Novembre. In particolare, fregi in stile romanico di una finestrella presso una casa e finestre ad arco a tutto sesto presso un altro edificio della medesima strada.
Nell'omonima frazione si trova inoltre il Castello di Bornato.

## Società

### Evoluzione demografica
Abitanti censiti

### Religione
La religione cristiano-cattolica è predominante nel territorio comunale. Per via della sua conformazione storica e territoriale, il comune è suddiviso in quattro parrocchie che son diventate Unità Pastorale in data 06/03/2016, tutte dipendenti dalla Diocesi di Brescia: quelle relative alle tre borgate principali (Cazzago, Bornato e Calino) e quella della frazione Pedrocca.  Per motivi storici, la località Perosino rientra nel territorio della parrocchia di Ospitaletto, mentre le frazioni Barco e Costa fanno parte della parrocchia di Bornato.

## Cultura

### Eventi
Franciacorta in Fiore
È una rassegna di rose ed erbacee perenni. Organizzata dal comune assieme alla Pro Loco locale, si tiene durante il mese di maggio presso il borgo antico di Bornato e nel palazzo Bettoni di Cazzago San Martino a rotazione quinquiennale. È sostenuta dal Ministero per i Beni e le Attività Culturali e dal Fondo per l'Ambiente Italiano.

## Geografia antropica

### Frazioni
L'articolo 4 dello Statuto Comunale riconosce lo status di frazione a sei ambiti territoriali. Oltre a Cazzago San Martino, sede comunale secondo l'articolo 2 del medesimo, e alle borgate di Bornato e di Calino, comuni soppressi nel 1927, sono frazioni:
- Pedrocca (45°32′36″N 10°02′42″E): posta al principio dell'alta pianura padana tra i comuni di Ospitaletto e di Rovato. È caratterizzata da un territorio pianeggiante, utilizzato prevalentemente a scopo agricolo. Stando al censimento del 2001 ha 58 abitanti[27].
- Barco
- Costa

Ogni frazione è dotata di un consiglio che ha funzioni deliberative e propositive nell'ambito amministrativo del territorio che essi rappresentano. Esso è composto da un Presidente, un segretario e cinque consiglieri.

### Altre località del territorio
- Bertola;
- Boschi di Calino;
- Ca' del Diaôl (o Ca' del Diavolo);
- Franzina;
- Pedrocchetta;
- Perosino.

## Economia

### Agricoltura

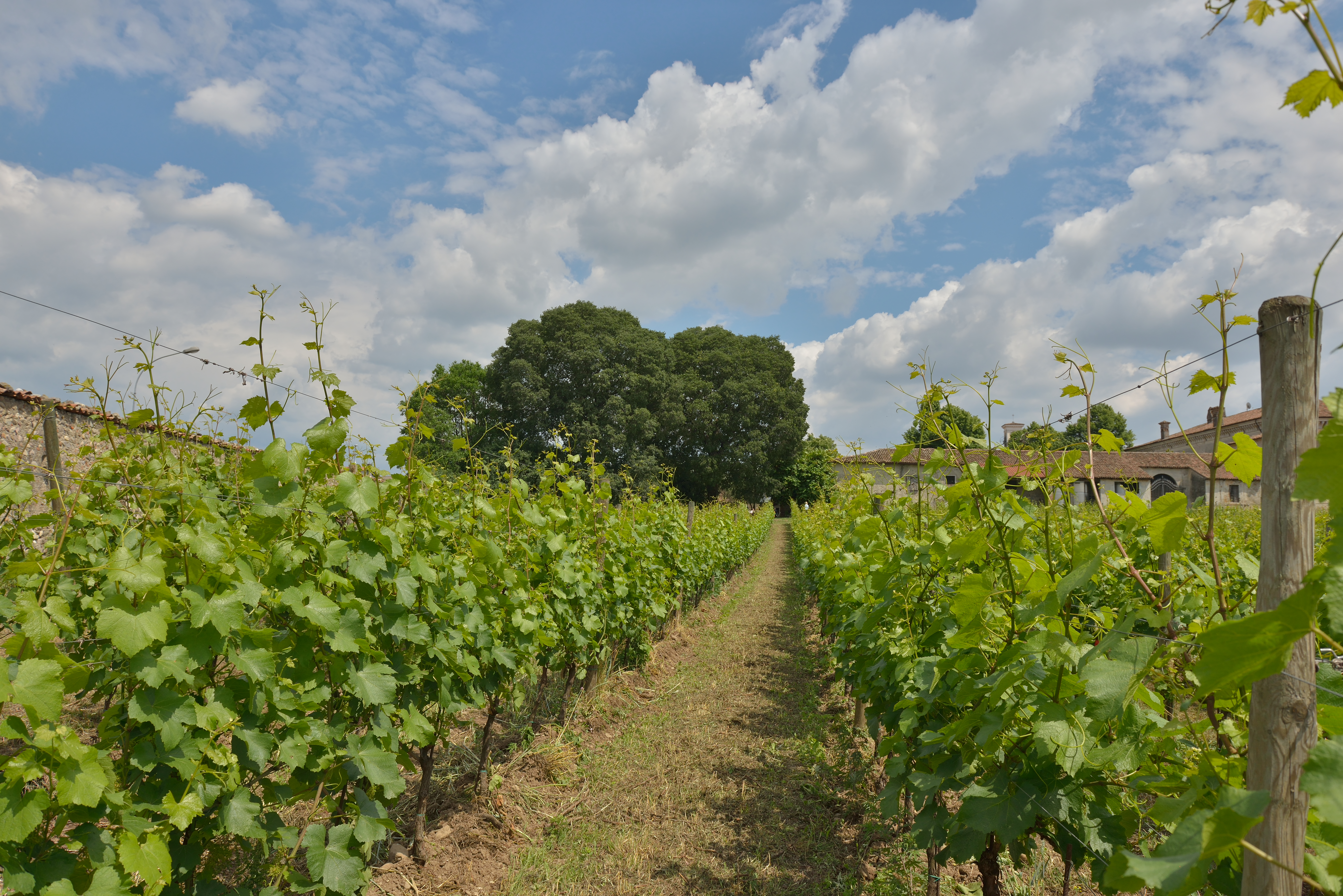
Vigna presso Villa Bettoni

Nelle aree attorno alle borgate collinari di Calino e Bornato sono presenti le aziende vitivinicole produttrici del Franciacorta DOGC.
L'area di pianura, attorno a Pedrocca, Pedrocchetta e a meridione dell'abitato di Cazzago è invece caratterizzata dalla presenza di aziende agricole orientate alla coltivazione di cereali, principalmente mais.

## Infrastrutture e trasporti

### Strade
Il territorio di Cazzago San Martino è attraversato dall'Autostrada A4 Milano - Venezia. Il casello di Rovato si trova nell'omonimo comune a poche centinaia di metri dal confine e circa un chilometro dalla borgata di Cazzago.
La statale 11 percorre una parte del territorio cazzaghese all'altezza della località Pedrocchina, mentre la strada provinciale IX Iseo - Rovato lambisce il confine occidentale del comune nei pressi di Calino.

### Ferrovie
Il territorio comunale è attraversato dalla linea Brescia-Iseo-Edolo, servita da una stazione ferroviaria, Bornato-Calino, utilizzata prevalentemente dai regionali della direttrice Iseo-Brescia. Da questa stazione si dirama il breve raccordo Bornato-Rovato, ultimo residuo della storica Cremona-Iseo, che lambisce a oriente l'abitato della borgata di Cazzago. Sulla linea è presente una fermata ferroviaria denominata Cazzago San Martino (già Cazzago).
Tra il 1897 e il 1915 lungo la provinciale IX fu funzionante una linea tranviaria interurbana a vapore, la Iseo-Rovato-Chiari. La borgata di Calino fu servita da una fermata tranviaria, posta all'altezza dell'incrocio fra la strada provinciale e quella comunale che portava al centro abitato.

## Amministrazione
| Periodo          | Periodo          | Primo cittadino    | Partito                        | Carica      | Note   |
| ---------------- | ---------------- | ------------------ | ------------------------------ | ----------- | ------ |
| 2 luglio 1985    | 19 febbraio 1994 | Leonardo Sardini   | DC                             | Sindaco     |        |
| 19 febbraio 1994 | 14 giugno 1994   | Maria Luisa Ruocco |                                | Commissario |        |
| 14 giugno 1994   | 27 maggio 2002   | Marco Passega      | lista civica di centrosinistra | Sindaco     |        |
| 27 maggio 2002   | 7 maggio 2012    | Giuseppe Foresti   | lista civica di centrosinistra | Sindaco     |        |
| 7 maggio 2012    | 4 novembre 2020  | Antonio Mossini    | Lega Nord-Forza Italia         | Sindaco     |        |
| 4 novembre 2020  | 4 ottobre 2021   | Stefano Simeone    |                                | Commissario | [ 29 ] |
| 4 ottobre 2021   | in carica        | Fabrizio Scuri     | lista civica di centrosinistra | Sindaco     |        |